# Jack Rowan
Jack Rowan (18 de febrero de 1997) es un galardonado actor británico BC conocido por su papel de Bonnie en Peaky Blinders y Sam en Born to Kill. También ha tenido pequeños papeles en numerosos dramas de televisión, incluyendo Casualty, Silent Witness y Beowulf de ITV.
Antes de convertirse en actor, Rowan era un boxeador aficionado desde los 12 años ganando 18 de sus 27 peleas.
Rowan también está interesado en la poesía de performance.
En 2022, Rowan se unió al elenco de la próxima serie de televisión A Town Called Malice, donde interpreta al protagonista Gene Lord en un elenco que incluye a Jason Flemyng, Dougray Scott y Tahirah Sharif.

## Filmografía

### Cine
- Oso polar (2016), cortometraje
- De moda (2017)
- Benjamín (2018)

### Televisión
| Año        | Título             | Personaje       | Producción | Notas      |
| ---------- | ------------------ | --------------- | ---------- | ---------- |
| 2017, 2019 | Peaky Blinders     | Bonnie Gold     | BBC        | Series 4-5 |
| 2017       | Born To Kill       | Sam             | Canal 4    |            |
| 2016       | Beowulf            | Brinni          | ITV        |            |
| 2015       | Testigo silencioso | Kevin Garvey    | BBC        |            |
| 2015       | Víctima            | Sheldon Hawkins | BBC        |            |

## Premios
- 2018 - Academia Británica de las Artes Cinematográficas y de la Televisión
  - Nominación Mejor actor por Born to Kill
- 2018 - BAFTA Cymru
  - Mejor actor principal por Born to Kill
- 2018 - Royal Television Society
  - Nominación Mejor actor por Born to Kill